# 柏木川遗址
柏木川遗址，位于山西省临汾市霍州市三教乡梁子节村柏木川，是一处山西省文物保护单位。
2021年8月4日，柏木川遗址公布为山西省文物保护单位，编号6-20，古遗址类，年代为新石器时代。